# Benjamin B. Ashcom
Benjamin Bowles Ashcom (1903 - ), hispanista estadounidense.
Enseñó en la Universidad Estatal Wayne de Detroit. Se dedicó sobre todo a estudiar el teatro español del Siglo de Oro y acumuló una importante colección privada de "comedias sueltas". Escribió A Descriptive Catalogue of the Spanish "Comedias Sueltas" in the Wayne State University Library (Detroit: Wayne State University Libraries, 1965), Functional Spanish Review Grammar And Composition (con Blanche E. Goodell, 1945) y numerosos artículos de crítica y reseñas, algunos sobre la mujer vestida de hombre en el teatro español ("Concerning 'la mujer en hábito de hombre en la comedia'", en Hispanic Review, a8 (1960), pp. 59-61), corrección y ampliación del estudio de Carmen Bravo-Villasante.
- Datos: Q5725986